# Har Nes
Har Nes – góra o wysokości 1015 m n.p.m., położona przy północnej granicy Samorządu Regionu Ha-Arawa ha-Tichona w Dystrykcie Południowym, w Izraelu.
Położona jest w południowo-wschodniej części pustyni Negew, w obszarze Arawa, 175 km na północny zachód od miasta Ejlat, ok. 500 m od granicy z Egiptem.